# Harry Aarts
Henricus Johannes Bernardus "Harry" Aarts (Bois-le-Duc, 9 de março de 1930 — Tilburgo, 25 de março de 2020) foi um político neerlandês. Serviu na Segunda Câmara do Partido Popular Católico e, mais tarde, no Apelo Democrata-Cristão, de 23 de janeiro de 1973 a 1 de outubro de 1993. 

## Carreira
Nasceu em Bois-le-Duc em 9 de março de 1930. Depois de frequentar a escola primária e secundária na mesma cidade, estudou ciências políticas na Universidade Católica de Nimegue entre 1949 e 1955. Foi membro do conselho municipal de Bois-le-Duc de 1 de setembro de 1953 a 2 de setembro de 1958. Depois de trabalhar na cervejaria Heineken por dois anos, foi consultor organizacional na Associação de Municípios dos Países Baixos entre 1959 e 1965. Foi então nomeado prefeito de Berkel-Enschot e serviu de 16 de julho de 1965 a 16 de março de 1974. 
Tornou-se membro da Segunda Câmara do Partido Católico Popular em 23 de janeiro de 1973. De 1975 a 1978, foi presidente da comissão de assuntos internos. Quando o Partido Popular Católico foi fundido com o Apelo Democrata-Cristão em 1980, Aarts ainda era um membro. Também atuou como presidente da comissão de ajuda ao desenvolvimento entre 1978 e 1989 e assuntos externos entre 1989 e 1993. Deixou o partido em 1 de outubro de 1993. Posteriormente, serviu como membro no serviço extraordinário do Conselho de Estado até 1 de outubro de 1998.

## Reconhecimentos
Foi nomeado Cavaleiro da Ordem do Leão dos Países Baixos em 29 de abril de 1985.

## Morte
Morreu aos 90 anos, em 25 de março de 2020, em Tilburgo, de COVID-19, doença causada pelo vírus SARS-CoV-2.